# Crkva sv. Nikole Biskupa i kurija župnog dvora u Lipi (Generalski Stol)
Crkva sv. Nikole Biskupa i kurija župnog dvora su građevine u naselju Lipa koje se nalazi općini Generalski Stol, zaštićeno kulturno dobro.

## Opis dobra
Sklop crkve i kurije župnog dvora skladna je i stilski ujednačena arhitektonska cjelina izvanrednog smještaja na uzvisini uz rijeku Dobru i u blizini kurije Lipa. Crkva je jednobrodna, pravokutnog tlocrta, s poligonalnim svetištem, sakristijom južno uz svetište i lađe te zvonikom iznad glavnog pročelja. Inventar čine neostilski glavni te dva bočna oltara iz 1900. g. i kamena krstionica iz 1769. g. Župa u Lipi se spominje 1334. g. U provali Turaka postojeća crkva je stradala te je nova sagrađena 1743.g. te u izvedbi graditelja Antuna Stiedla dograđena 1848. Kurija župnog dvora sagrađena je 1842.g. kao jednokatnica pravokutnog tlocrta, jednostavnog vanjskog oblikovanja.

## Zaštita
Pod oznakom Z-5677 zaveden je kao nepokretno kulturno dobro – pojedinačno, pravna statusa zaštićena kulturnog dobra, klasificirano kao "sakralno-profana graditeljska baštine".